# Ellenio Gallo
Ellenio Gallo (Padula, 1º gennaio 1923 – Napoli, 31 maggio 2011) è stato un imprenditore e dirigente sportivo italiano.

## Biografia
Imprenditore edile laureato in veterinaria, si trasferì in Venezuela dove conseguì anche una laurea in medicina. Tornato in Italia, nel 1968 viene chiamato dal suo concittadino Antonio Corcione a svolgere il ruolo di consigliere nel Napoli Calcio, di cui acquistò anche un pacchetto di azioni, e collaborò con il presidente Corrado Ferlaino anche in sede di calciomercato.
Assunse la guida della società nel 1993 dopo 24 anni di gestione Ferlaino, il quale, pur restando in possesso del pacchetto di maggioranza del club, fu costretto a lasciare la poltrona di presidente per motivi giudiziari a seguito dello scandalo di Tangentopoli. Cercò di coinvolgere altri imprenditori per garantire la sopravvivenza del club, e nel 1994 il CdA del Napoli deliberò l'assegnazione di due quote azionarie paritarie, ciascuna del 46,5%, a Ellenio Gallo e a Ettore Setten, imprenditore veneto patron di Record Cucine, con Ferlaino relegato a socio di minoranza. Un'ordinanza del tribunale civile annullò la delibera del CdA e nel 1995 Ferlaino acquisì nuovamente il controllo del club.
Nonostante i problemi finanziari della società, sotto la sua presidenza il Napoli conseguì un sesto posto nella stagione 1993-1994 (con Marcello Lippi allenatore) e un settimo posto l'anno seguente.